# Sct. Hans Skole
Sct. Hans Skole er en folkeskole beliggende i Skibhuskvarteret i Odense Kommune.
Skolen blev oprindeligt opført i 1878 i det tidligere Sct. Hans Landsogn med en enkelt bygning og Kristian S. Thorbek, som den eneste lærer. Skolen ligger på hjørnet af Egebæksvej og Skibhusvej.
Landsognet blev i starten af det 20. århundrede langsomt ændret fra et landområde med gårde og huse til arbejderkvarteret Skibhuskvarteret med tilknytning til Odense Havn og Odense Staalskibsværft. Området var fattigt og disciplinen på skolen hård.
I 1919 oprettede skolen en afdeling for mellem- og realskole, hvor skolebøger var gratis for eleverne, hvilket blev afskaffet i 1932 da Sct. Hans Landsogn blev sammenlagt med Odense og skolen blev dermed en del af Odense kommunale skolevæsen.
Under besættelsen i 1944-1945 var Sct. Hans Skole beslaglagt af tyskerne, der anvendte den til kaserne og lazaret. Blandt skolens børn var der efter besættelsen en vandrehistorie om, at besættelsesmagten havde efterladt hemmeligheder i de underjordiske gange (til varmerør) under skolegården. Så sent som i 1987 gjorde man fund efter tyskerne, hvor man fandt en vadsæk med personlige ejendele fra en estisk SS-soldat 
Op igennem det 20. århundrede blev skolen udvidet med flere arkitektonisk meget forskellige bygninger, efterhånden som elevtallet voksede. I 1936 kom skolen op på 1500 elever, og elevtallet toppede i midten af 1950'erne med 1600 elever. Risingskolen overtog fra 1958 en stor del af eleverne fra Sct. Hans Skole.